# Oberó (satèl·lit)
Oberó és el més exterior dels satèl·lits majors del planeta Urà. Va ser descobert per William Herschel el dia 11 de gener de 1787. També s'anomena Urà IV.

## Nom
Rep el seu nom d'Oberó, el rei de les fades a l'obra de teatre Somni d'una nit d'estiu de William Shakespeare. La majoria dels cràters d'Oberó reben els noms de personatges masculins de les obres de Shakespeare.

## Característiques físiques
Oberó té un diàmetre de 1.523 km, no té atmosfera i la seva densitat mitjana és de 1.630 kg/m³. Està compost en un 50% per gel d'aigua, 30% de silicats i un 20% compostos de carboni i nitrogen relacionats amb el metà. Posseïx una vella superfície gelada amb gran densitat d'impactes. La superfície no mostra signes d'activitat interna de cap tipus excepte per algunes àrees més fosques que cobrixen la base d'alguns cràters. Es distingixen algunes muntanyes, molts cràters i algunes regions tipus chasma.

## Característiques orbitals
El seu període orbital és de 13,5 dies, sent el més exterior dels satèl·lits majors d'Urà. La seva rotació és síncrona, és a dir, el seu període de rotació és el mateix que l'orbital.

## Exploració
La llunyania d'esta lluna ha impedit estudiar la seua superfície en detall. Tan sols la sonda Voyager 2, pel gener de 1986, va poder aproximar-se prou com per a obtindre imatges de certa qualitat, com la de la part superior de la taula. Durant el vol de la Voyager, l'hemisferi sud d'Oberó estava encarat al Sol i només aquesta part va poder ser estudiada car l'altre hemisferi estava a les fosques.